# 산달
산달(山獺, 학명: Martes melampus)은 식육목 족제비과 담비아과 담비속에 딸린 포유류의 일종이다. 일본에 분포하며, 일본어에서 다른 언급 없이 “담비”(일본어: 貂 텐[*])라고 하면 이 종을 일컫는다. 블래키스턴선 이남에는 아시아 대륙 본토의 검은담비가 서식하지 않는다.

## 분포
한국·일본 등지에 분포하는데, 아직 상세한 학술 연구는 이루어지지 않은 상태다. 한국에서는 1920년대 일본학자에 의하여 함경북도 갑산, 경기도 광릉, 충남 천안 지역에서 포획되었다는 문헌상 기록은 있으나 신뢰성이 없고, 또한 이 동물에 대한 표본이나 실체가 정확히 밝혀진 적이 전혀 없을 정도로 희귀한 동물이다. 캐나다의 포유동물학자가 경상남도 거제도에서 산달이 서식한다고 보고한 적이 있다. 이에 따라 초록빛깔사람들과 산하 한국생태연구소에서는 산달에 대한 실체를 추적하는 작업을 2005년 11월부터 착수하였다. 그러나 현재까지도 한반도의 산달의 보전 상태는 알 수 없다.

## 형태
우리말로는 '누른돈' 혹은 '노란담비'로 부른다. 몸길이 44∼49cm, 꼬리길이 17∼20cm이다. 크기는 검은담비와 비슷하지만 꼬리가 훨씬 더 길고, 겨울철이 되어도 발바닥이 털에 덮이지 않는 점이 검은담비와 다르다. 머리는 약간 뾰족하고, 귓바퀴는 검은담비보다 짧으나 폭이 넓다. 머리털은 황백색, 목에서 어깨까지는 황색, 뺨과 귓바퀴는 흰색, 이마는 붉은색, 꼬리와 다리는 황백색, 발톱은 회백색이다.

## 아종
- 본토산달(M. m. melampus) - 일본의 규슈과 시코쿠, 혼슈에 서식한다.
- 대마도산달(M. m. tsuensis) - 일본의 쓰시마섬에 서식한다.

한반도 아종 조선산달(M. m. coreensis)도 존재하였으나, 한반도 개체의 보전 상태 여부는 알 수 없다. 대한민국의 야생 개체임을 증명할 수 있는 자료가 없고, 한국 고유종인 것 또한 입증되지 않아서, 충분히 검증된 아종은 2개뿐이다.

## 계통 분류
다음은 2018년 로(Law) 등의 연구에 기초한 울버린아과의 계통 분류이다.

| 타이라속 | 타이라 |
|          | 타이라 |
| 피셔속   | 피셔   |
|          | 피셔   |

|  | 검은담비   |
|  |            |
|  | 유럽솔담비 |
|  |            |

|  | 산달         |
|  |              |
|  | 아메리카담비 |
|  |              |

|  | 검은담비   |
|  |            |
|  | 유럽솔담비 |
|  |            |

|  | 산달         |
|  |              |
|  | 아메리카담비 |
|  |              |

|  | 검은담비   |
|  |            |
|  | 유럽솔담비 |
|  |            |

|  | 산달         |
|  |              |
|  | 아메리카담비 |
|  |              |

|  | 검은담비   |
|  |            |
|  | 유럽솔담비 |
|  |            |

|  | 산달         |
|  |              |
|  | 아메리카담비 |
|  |              |

|  | 검은담비   |
|  |            |
|  | 유럽솔담비 |
|  |            |

|  | 산달         |
|  |              |
|  | 아메리카담비 |
|  |              |

|  | 검은담비   |
|  |            |
|  | 유럽솔담비 |
|  |            |

|  | 산달         |
|  |              |
|  | 아메리카담비 |
|  |              |

|  | 검은담비   |
|  |            |
|  | 유럽솔담비 |
|  |            |

|  | 산달         |
|  |              |
|  | 아메리카담비 |
|  |              |

|  | 검은담비   |
|  |            |
|  | 유럽솔담비 |
|  |            |

|  | 산달         |
|  |              |
|  | 아메리카담비 |
|  |              |

|  | 검은담비   |
|  |            |
|  | 유럽솔담비 |
|  |            |

|  | 산달         |
|  |              |
|  | 아메리카담비 |
|  |              |

|  | 검은담비   |
|  |            |
|  | 유럽솔담비 |
|  |            |

|  | 산달         |
|  |              |
|  | 아메리카담비 |
|  |              |

|  | 검은담비   |
|  |            |
|  | 유럽솔담비 |
|  |            |

|  | 산달         |
|  |              |
|  | 아메리카담비 |
|  |              |

|  | 검은담비   |
|  |            |
|  | 유럽솔담비 |
|  |            |

|  | 산달         |
|  |              |
|  | 아메리카담비 |
|  |              |

|  | 검은담비   |
|  |            |
|  | 유럽솔담비 |
|  |            |

|  | 산달         |
|  |              |
|  | 아메리카담비 |
|  |              |

|  | 검은담비   |
|  |            |
|  | 유럽솔담비 |
|  |            |

|  | 산달         |
|  |              |
|  | 아메리카담비 |
|  |              |

|  | 검은담비   |
|  |            |
|  | 유럽솔담비 |
|  |            |

|  | 산달         |
|  |              |
|  | 아메리카담비 |
|  |              |

|  | 검은담비   |
|  |            |
|  | 유럽솔담비 |
|  |            |

|  | 산달         |
|  |              |
|  | 아메리카담비 |
|  |              |

| 타이라속 | 타이라 |
|          | 타이라 |
| 피셔속   | 피셔   |
|          | 피셔   |

|  | 검은담비   |
|  |            |
|  | 유럽솔담비 |
|  |            |

|  | 산달         |
|  |              |
|  | 아메리카담비 |
|  |              |

|  | 검은담비   |
|  |            |
|  | 유럽솔담비 |
|  |            |

|  | 산달         |
|  |              |
|  | 아메리카담비 |
|  |              |

|  | 검은담비   |
|  |            |
|  | 유럽솔담비 |
|  |            |

|  | 산달         |
|  |              |
|  | 아메리카담비 |
|  |              |

|  | 검은담비   |
|  |            |
|  | 유럽솔담비 |
|  |            |

|  | 산달         |
|  |              |
|  | 아메리카담비 |
|  |              |

|  | 검은담비   |
|  |            |
|  | 유럽솔담비 |
|  |            |

|  | 산달         |
|  |              |
|  | 아메리카담비 |
|  |              |

|  | 검은담비   |
|  |            |
|  | 유럽솔담비 |
|  |            |

|  | 산달         |
|  |              |
|  | 아메리카담비 |
|  |              |

|  | 검은담비   |
|  |            |
|  | 유럽솔담비 |
|  |            |

|  | 산달         |
|  |              |
|  | 아메리카담비 |
|  |              |

|  | 검은담비   |
|  |            |
|  | 유럽솔담비 |
|  |            |

|  | 산달         |
|  |              |
|  | 아메리카담비 |
|  |              |

|  | 검은담비   |
|  |            |
|  | 유럽솔담비 |
|  |            |

|  | 산달         |
|  |              |
|  | 아메리카담비 |
|  |              |

|  | 검은담비   |
|  |            |
|  | 유럽솔담비 |
|  |            |

|  | 산달         |
|  |              |
|  | 아메리카담비 |
|  |              |

|  | 검은담비   |
|  |            |
|  | 유럽솔담비 |
|  |            |

|  | 산달         |
|  |              |
|  | 아메리카담비 |
|  |              |

|  | 검은담비   |
|  |            |
|  | 유럽솔담비 |
|  |            |

|  | 산달         |
|  |              |
|  | 아메리카담비 |
|  |              |

|  | 검은담비   |
|  |            |
|  | 유럽솔담비 |
|  |            |

|  | 산달         |
|  |              |
|  | 아메리카담비 |
|  |              |

|  | 검은담비   |
|  |            |
|  | 유럽솔담비 |
|  |            |

|  | 산달         |
|  |              |
|  | 아메리카담비 |
|  |              |

|  | 검은담비   |
|  |            |
|  | 유럽솔담비 |
|  |            |

|  | 산달         |
|  |              |
|  | 아메리카담비 |
|  |              |

|  | 검은담비   |
|  |            |
|  | 유럽솔담비 |
|  |            |

|  | 산달         |
|  |              |
|  | 아메리카담비 |
|  |              |

## 생태
보통 1,800m 높이의 산림지대에 서식한다. 겨울에는 나무의 빈 구멍에서 지내고, 여름에는 바위 틈이나 나무뿌리의 구멍에서 살며, 먹이가 드문 겨울에는 인가 근처에 내려와서 쥐를 잡아먹기도 한다. 번식 시기는 2∼3월이며, 임신 기간은 7주 정도로 한배에 1∼2마리의 새끼를 낳는다.
야행성으로, 주로 들쥐와 야생조류를 잡아 먹으며, 장지뱀·도마뱀·개구리·하늘다람쥐·날다람쥐도 잡아 먹는다. 가을에는 감나무 위에 올라가 감도 잘 따 먹는다. 모피는 부드러운 점에서는 검은담비를 따르지 못하나 아름다운 점에서는 어느 모피에도 뒤지지 않는다.